# Дача Строганова на Яузе
Дача Строганова на Яузе — дворянская усадьба, расположенная в Москве по адресу Волочаевская улица, дом 38. Объект культурного наследия федерального значения.
Земля на высоком берегу Яузы принадлежала Строгановым с 1751 года. Автором здания усадьбы в стиле ампир считается Родион Родионович Казаков. В 1828 году новыми владельцами усадьбы становятся купцы Алексеевы. При новых хозяевах усадьба перестраивается (в 1828 и 1859 годах), добавляется второй этаж.
Двухэтажная центральная часть здания с южной, парадной стороны украшена шестиколонным коринфским портиком. Остекленные двери и высокие окна первого этажа декорированы архивольтами. Крылья здания с главного фасада заканчиваются шестиколонными ионическими портиками, в каждом четыре круглых колонны и две квадратных по краям. Парадная часть крыльев одноэтажная, однако с северной и восточной сторон устроен второй этаж (антресоли), предназначавшийся для размещения слуг и хозяйственных помещений. Западная часть дома выходит на реку, в её фасаде расположено дополнительное крыльцо.
Дача служила для проживания в летнее время, поэтому имела небольшое количество хозяйственных построек. Внутреннее убранство почти полностью утрачено за исключением некоторых элементов ампирной отделки конца 1820-х годов.
Вокруг здания усадьбы сохранился небольшой парк, застройка вокруг парка появилась ещё до революции. В 2011 году часть парка была уничтожена ради строительства детского сада.
В настоящий момент в здании усадьбы располагается Московский институт телевидения и радиовещания «Останкино» (МИТРО).

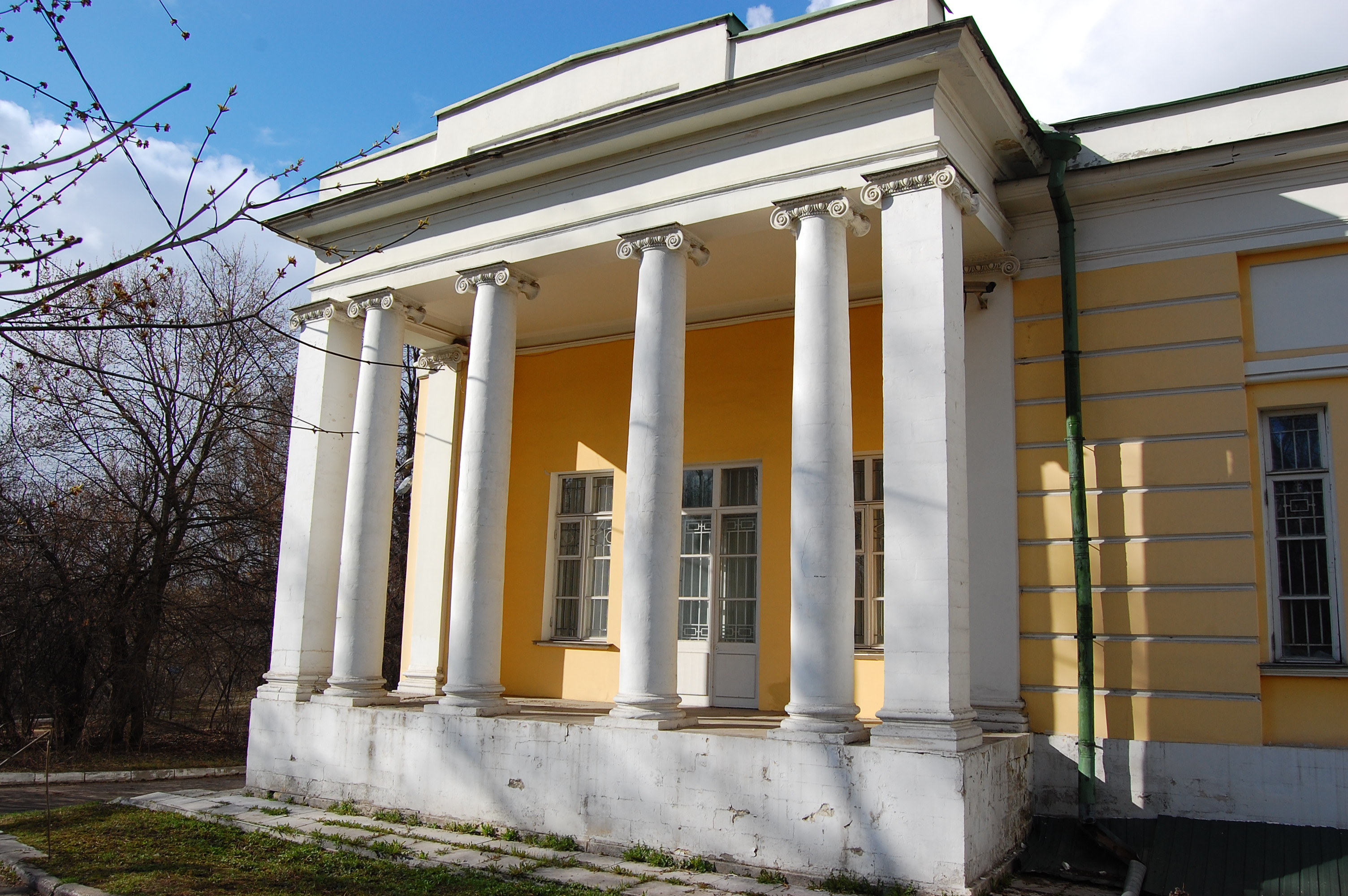
Портик левого крыла
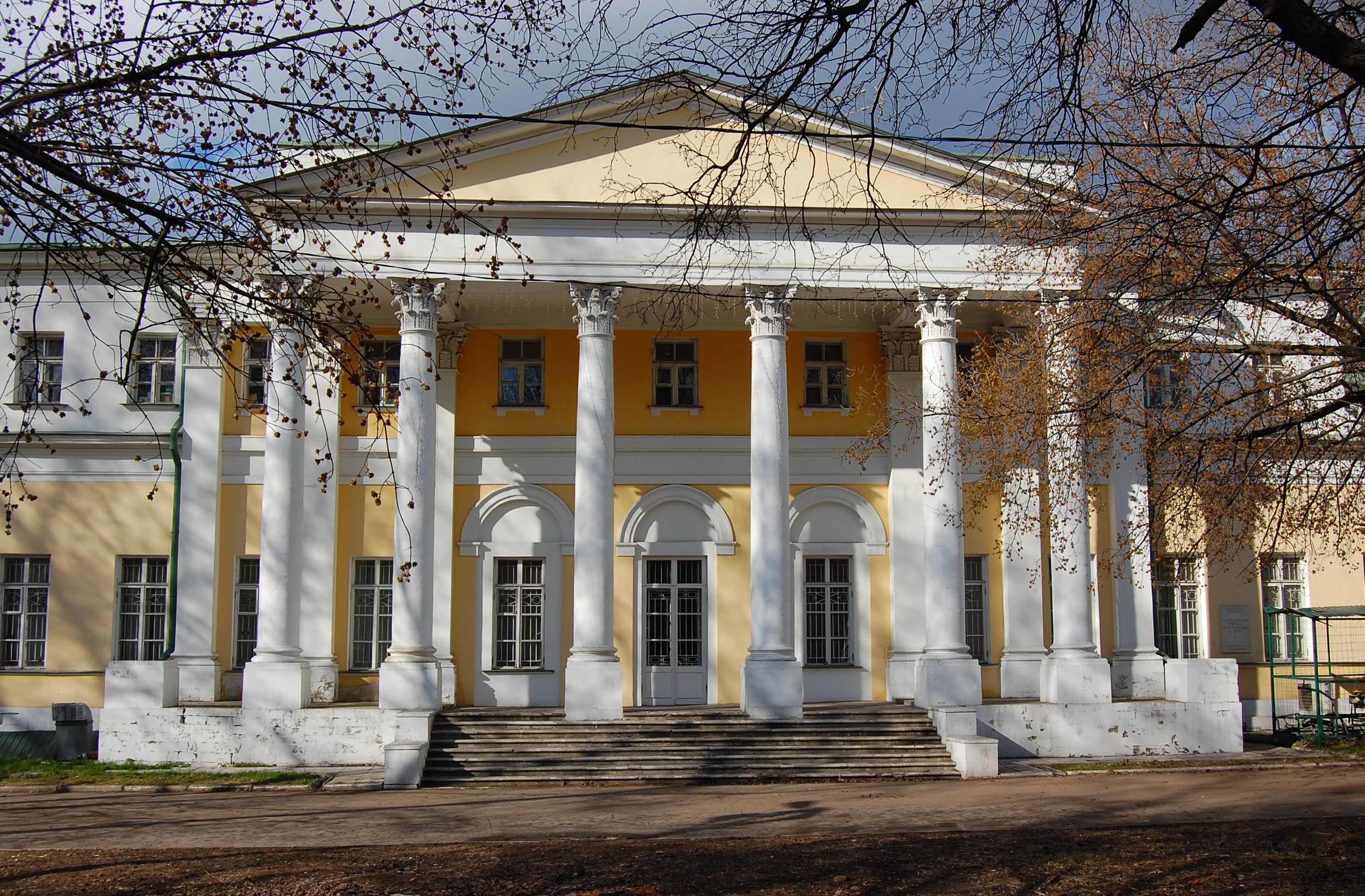
Центральный портик
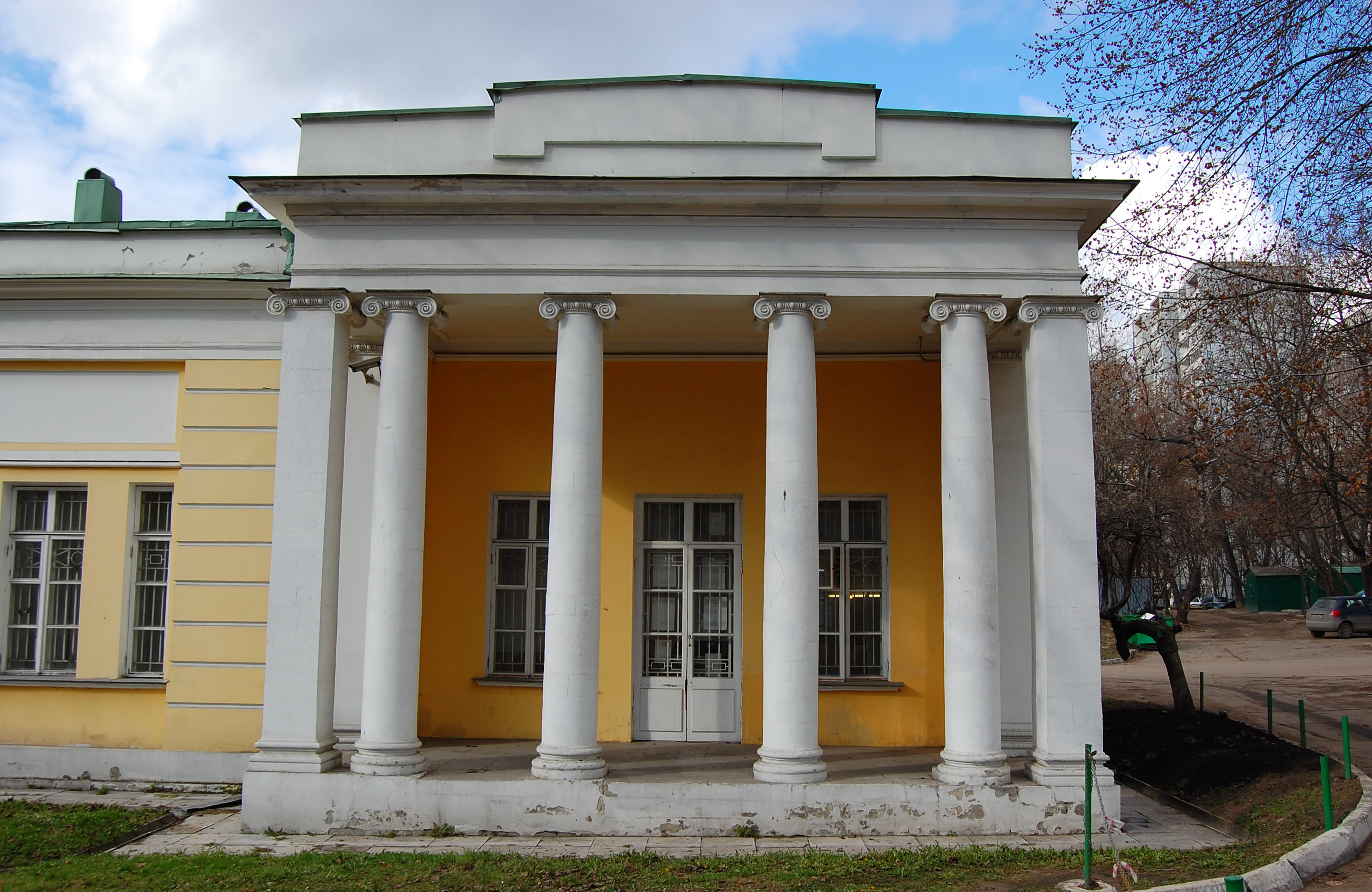
Портик правого крыла
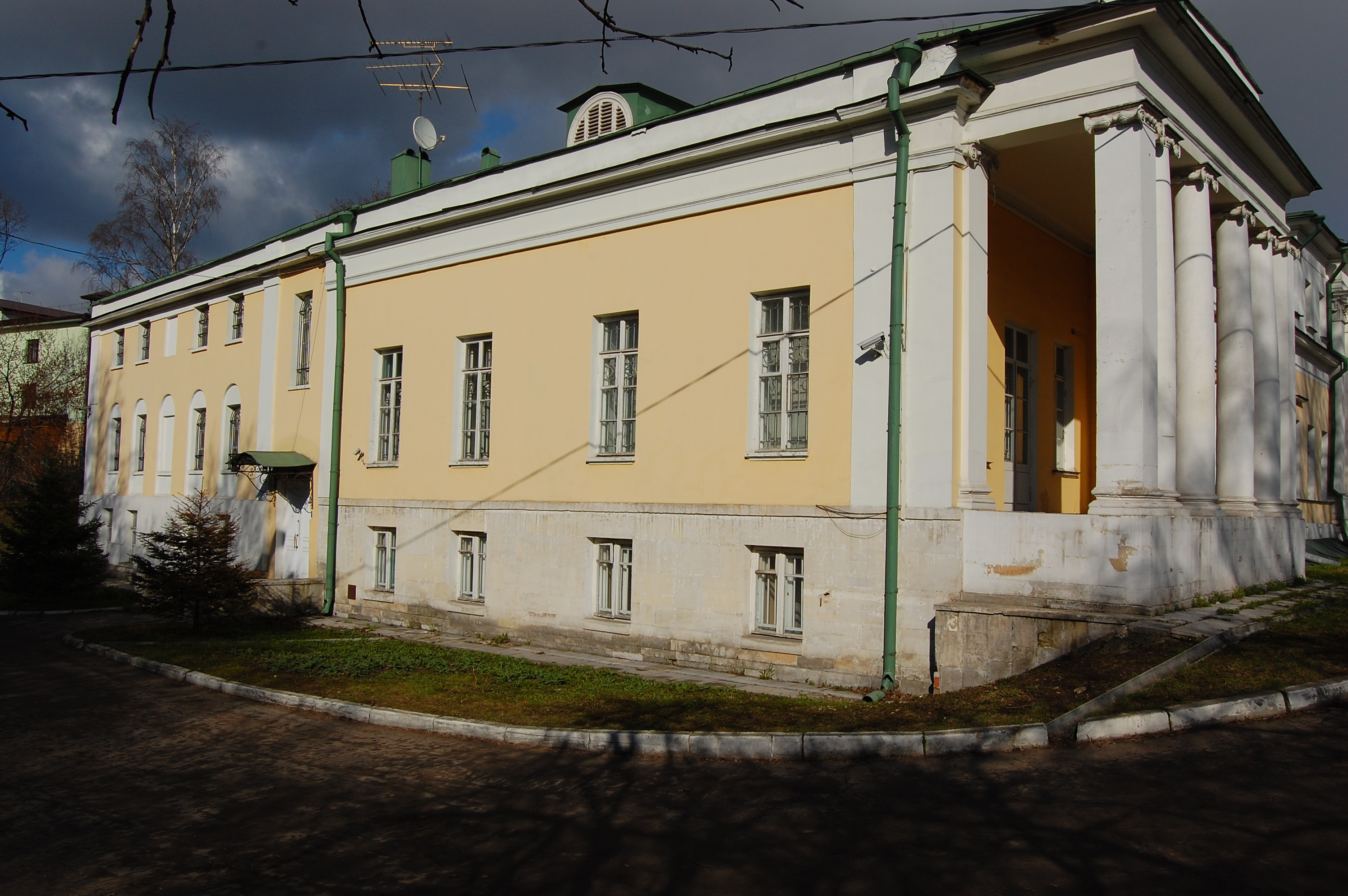
Западный фасад
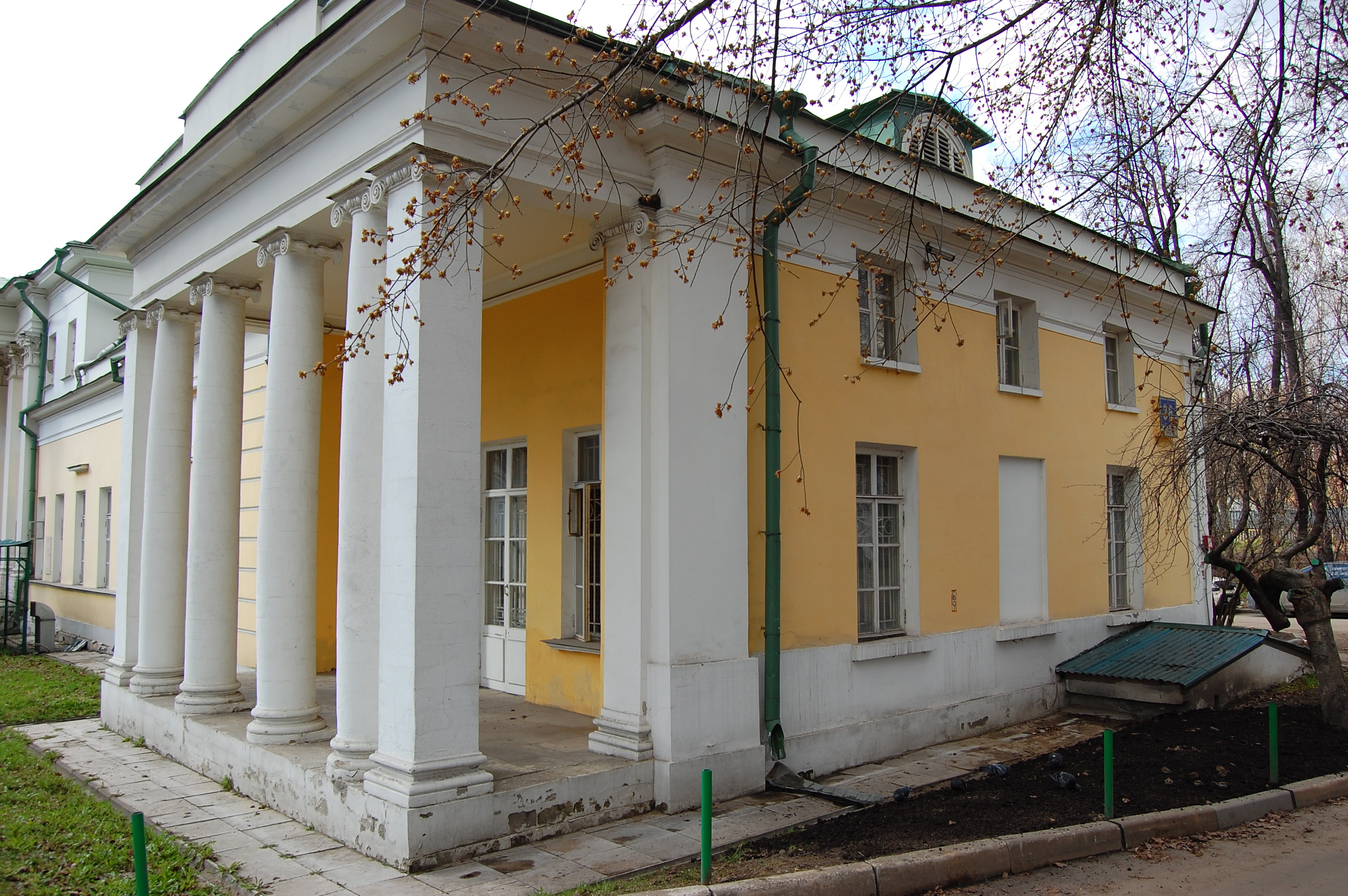
Восточный фасад
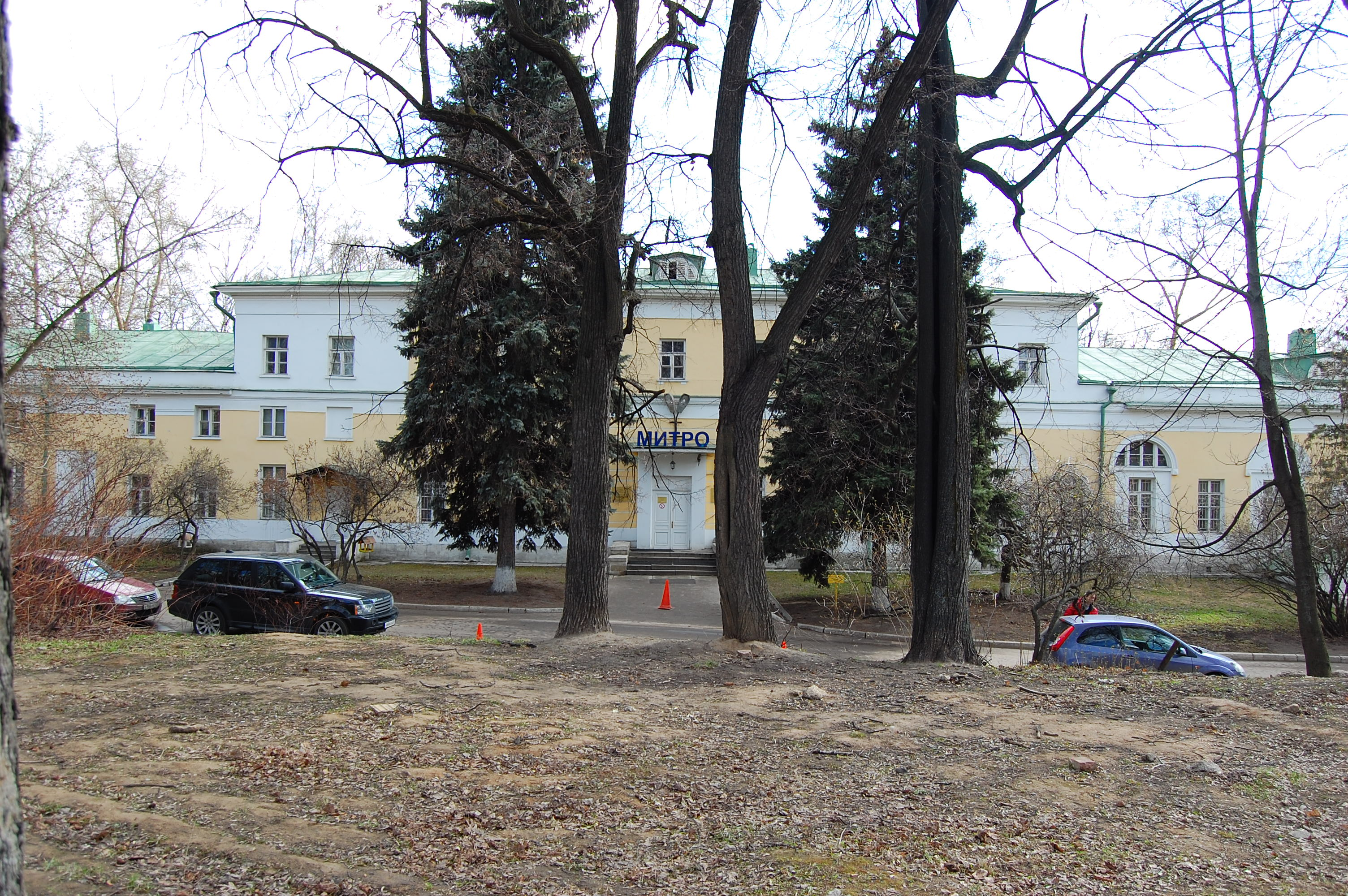
Северный фасад